# كلنكوة عطرية
كلنكوة عطرية (الاسم العلمي:Kalanchoe aromatica) هي نوع من النباتات تتبع جنس الكلنكوة من الفصيلة الكرسولية.